# Санин, Александр Акимович
Алекса́ндр Аки́мович Са́нин (настоящая фамилия Шенберг; 3 апреля 1869, Берди́чев, Киевская губерния — 8 мая 1956, Рим) — русский актёр, театральный режиссёр, театральный педагог.

## Биография
Окончил историко-филологический факультет Императорского Московского университета.
Начав с любительских театральных кружков, участвовал в спектаклях Общества искусства и литературы, где в 1887 году познакомился с Константином Станиславским и с 1898 года состоял в труппе Московского Художественного театра, был сорежиссёром Станиславского в нескольких спектаклях. В 1902 году при смене организационных основ театра и, в частности, из-за расставания театра с Всеволодом Мейерхольдом, Санин ушёл из театра.
С 1902 по 1907 год работал в Александринском театре актёром, режиссёром,  педагогом сценического искусства.
С 1907 года стал работать на зарубежную антрепризу Сергея Дягилева, ставя преимущественно оперу — например, «Борис Годунов» в Гранд-Опера (Париж) в 1908 году.
В 1913 году стал режиссёром в Свободном театре Константина Марджанишвили.
С января 1917 года по 1919 год вновь работал в МХТ, не завершив ни одной постановки.
Режиссёр первых советских фильмов: «Девьи горы» (1918), «Поликушка» (1919), «Сорока-воровка» (1920).
После 1922 года жил за рубежом, ставил оперные спектакли, в основном русскую оперную классику.
Скончался 8 мая 1956 года в Риме. Похоронен на кладбище Тестаччо.

### Семья
С 1902 года был женат на Лике Мизиновой, близкой приятельнице А. П. Чехова. Детей у них не было.

## Роли в театре
- «Царь Фёдор Иоаннович» А. К. Толстого — Луп-Клешнин
- «Смерть Иоанна Грозного» — Захарьин-Юрьев
- «Одинокие» — старик Фокерат
- «Потонувший колокол» Г. Гауптмана — Водяной
- «Дикая утка» — доктор Реллинг
- «В мечтах» — Алфеев

## Постановки
Московский Художественный театр (1899)
- 1899 — «Антигона» Софокла

Александринский театр (1902-1904)
- 1902 — «Дмитрий Самозванец и Василий Шуйский» А. Н. Островского
- 1903 — «Не в свои сани не садись» А. Н. Островского
- 1904 — «Горячее сердце» А. Н. Островского

Старинный театр (1907)
- 1907 — «Три волхва»
- 1907 — «Действо о Теофиле» по Рютбёфу

Гранд-Опера (1908)
- 1908 — «Борис Годунов» М. П. Мусоргского

Шатле (1909-1911)
- 1909 — «Псковитянка»
- 1909 — «Хованщина»
- 1911 — «Елена Спартанская» Э. Верхарна
- 1911 — «Саломея» О. Уайльда

Театр Елисейских полей
- «Борис Годунов» М. П. Мусоргского

Друри-Лейн
- «Соловей» И. Ф. Стравинского

Свободный театр (1913)
- 1913 — «Сорочинская ярмарка» М. П. Мусоргского

Большой театр (1917-1922)
- 1917 — «Князь Игорь» А. П. Бородина
- 1922 — «Кармен» Ж. Бизе